# Дайнеко Вікторія Петрівна
Вікто́рія Петрі́вна Дайне́ко (рос. Виктория Петровна Дайнеко; нар. 12 травня 1987, Балпик, Казахська РСР) — російська співачка; стала відомою після перемоги в телешоу «Фабрика зірок» (5-й сезон, 2004 рік). Підтримує путінський режим та війну Росії проти України. Фігурантка бази «Миротворець».
Народившиеся 12 травня 1987 року в Балпик, Казахська РСР.

## Дискографія
- 2008 — «Иголка»
- 2014 — «V»
- 2018 — «Смайлы»
- 2019 — «Магнитные»

## Санкції
Вікторія Дайнеко була учасницею провоєнного мітінгу Володимира Путіна, який пройшов 18 березня 2022 року на стадіоні «Лужники» у Москві, тому відіграв важливу роль у російській пропаганді та підтримав російську політику, яка підриває територіальну цілісність, суверенітет та незалежність України, анексію Криму. Вікторія Дайнеко є підсанкційною особою.
2 лютого 2023 року додана до санкційного списку Канади.

7 січня 2023 року додана до санкційного списку України.
| Гітара | Це незавершена стаття про співачку. Ви можете допомогти проєкту, виправивши або дописавши її. |

1. ↑  ДАЙНЕКО Вікторія Петрівна - біографія, досьє, активи | Війна і санкції. sanctions.nazk.gov.ua (укр.). Процитовано 14 березня 2023.{{cite web}}:  Обслуговування CS1: Сторінки з параметром url-status, але без параметра archive-url (посилання)
2. ↑  Кравчук, Анна (8 березня 2022). Лепс, Семенович та інші: російські зірки дали концерт на підтримку війни в Україні. OBOZREVATEL NEWS (укр.). Процитовано 22 березня 2023.
3. ↑  Canada, Global Affairs (28 листопада 2022). Regulations Amending the Special Economic Measures (Russia) Regulations. GAC. Архів оригіналу за 3 лютого 2023. Процитовано 22 березня 2023.
4. ↑  Указ Президента України №4/2023 «Про рішення Ради національної безпеки і оборони України від 6 січня 2023 року " про застосування та внесення змін до персональних спеціальних економічних та інших обмежувальних заходів (санкцій)"». Президент України. 7 січня 2023. Архів оригіналу за 22 січня 2025. Процитовано 5 лютого 2025.